# Toosii
Nau'Jour Lazier Grainger (Syracuse, 9 de enero de 2000), más conocido por su nombre artístico Toosii, es un rapero, cantante y compositor estadounidense. Es conocido por su canción viral de TikTok "Favorite Song" y su álbum de estudio debut, Poetic Pain (2020), que alcanzó el puesto 17 en el Billboard 200.

## Biografía
Nau'Jour Grainger nació y creció en Syracuse, Nueva York. A la edad de 13 años  se mudó a Raleigh, Carolina del Norte, donde comenzó a dedicarse seriamente a su carrera musical. El rap fue una vía de escape de sus problemas de juventud. Comenzó a grabar música a los 16 años, mientras jugaba fútbol en la escuela secundaria y descifraba el camino de su vida. Su nombre artístico proviene de su apodo de la infancia "Toota", y lo cambió a Toosii después de que sus compañeros de equipo de fútbol bromearan agregando las dos letras "i". Toosii fue descubierto por South Coast Music Group (hogar del también rapero de Carolina del Norte, DaBaby). Firmó con el sello discográfico en el 2019.
Toosii se inspiró para probar la música tanto de su hermano como de su padre y pasó un tiempo sin hogar antes de que su carrera comenzara a desarrollarse más. Obtuvo su gran oportunidad en 2019 con el lanzamiento de la canción "Red Lights", que acumuló millones de reproducciones. Luego lanzó su mixtape Who Dat el 30 de abril de 2019, al que siguió el mixtape Platinum Heart de 13 pistas el 7 de febrero de 2020. Platinum Heart alcanzó el número uno en la lista de Billboard Heatseekers Albums en su lanzamiento inicial. El mixtape se reeditó más tarde como una versión deluxe de 20 pistas. El 18 de septiembre de 2020, su tercer álbum afiliado a South Coast Music Group, Poetic Pain, fue lanzado como su primer proyecto en Capitol Records. Su firma con Capitol fue realizada el 30 de septiembre por Chris Turner (A&R) luego del lanzamiento de su video oficial de "Love Cycle" con Summer Walker. A Toosii se le acreditaron 50 000 ventas ajustadas en Estados Unidos y más de 250 millones de transmisiones globales combinadas en 2020 al momento de este lanzamiento. Más tarde, "Love Cycle" obtuvo una certificación de oro por la Recording Industry Association of America el 11 de enero de 2021. Su proyecto Poetic Pain debutó en el número 17 en la lista Billboard 200 en septiembre de 2020 y presenta el sencillo de oro certificado por la RIAA "Love Cycle" con Summer Walker. El 7 de mayo de 2021, Toosii lanzó su séptimo mixtape, Thank You for Believing. El título de la cinta muestra "agradecimiento a aquellos que tuvieron fe en él y lo ayudaron a llegar a donde está hoy". Contiene 13 pistas y presenta a Latto, Key Glock y DaBaby. En 2021, apareció en la XXL Freshman Class.

## Discografía

### Álbumes de estudio
| Título      | Detalles del álbum                                                                                     | Posiciones más altas | Posiciones más altas | Posiciones más altas | Posiciones más altas |
| Título      | Detalles del álbum                                                                                     | EU                   | EU R&B/HH            | EU RAP               | CAN                  |
| ----------- | --- | -------------------- | -------------------- | -------------------- | -------------------- |
| Poetic Pain | - Lanzamiento: 17 de septiembre de 2020 - Discográfica: SCMG - Formato: Descarga digital, streaming    | 17                   | 12                   | 12                   | —                    |
| Naujour     | - Lanzamiento: 2 de junio de 2023 - Discográfica: SCMG, Capitol - Formato: Descarga digital, streaming | 19                   | —                    | —                    | 88                   |

### Extended plays
| Título                   | Detalles del EP                                                                                            |
| ------------------------ | --- |
| Big Steppa               | - Lanzamiento: 22 de diciembre de 2020 - Discográfica: SCMG - Formato: Descarga digital, streaming         |
| Dickpressed              | - Lanzamiento: 29 de diciembre de 2020 - Discográfica: SCMG - Formato: Descarga digital, streaming         |
| Pretty Girls Love Toosii | - Lanzamiento: 3 de diciembre de 2021 - Discográfica: SCMG, Capitol - Formato: Descarga digital, streaming |
| Boys Don't Cry           | - Lanzamiento: 7 de octubre de 2022 - Discográfica: SCMG, Capitol - Formato: Descarga digital, streaming   |